# سفارة كندا في اليابان
سفارة كندا في اليابان هي أرفع تمثيل دبلوماسي لدولة كندا لدى اليابان. تقع السفارة في أكاساكا وهي تهدف لتعزيز المصالح الكندية في اليابان.

## وصلات خارجية
- قائمة سفارات كندا
- قائمة السفارات في اليابان